# Diascia bicolor
Diascia bicolor är en flenörtsväxtart som beskrevs av K.E. Steiner. Diascia bicolor ingår i släktet tvillingsporrar, och familjen flenörtsväxter. Inga underarter finns listade i Catalogue of Life.